# Gustavo Adolfo Bécquer
Gustavo Adolfo Bécquer (vlastním jménem Gustavo Adolfo Domínguez Bastida, 17. února 1836 Sevilla – 22. prosince 1870 Madrid) byl španělský pozdně romantický básník a prozaik.

## Biografie
Bécquer pocházel z rodiny poměrně známého malíře, už od mládí se zabýval literaturou. Snažil se živit pouze poesií, nebyl ale úspěšný a zemřel v bídě.
Jeho básně převážně s tematikou romantické rozervanosti a melancholie vynikají výrazovou jednoduchostí a návazností na tradice španělské poesie, patří k nejlepším dílům španělské lyriky 19. století. K jeho hlavním dílům patří Rýmy (Rimas), které formou krátkých, formálně i jazykově jednoduchých, přesto velmi melodických lyrických básní reflektují postupný vývoj milostného vztahu. Tento básnický cyklus, ovlivněný dílem Heinricha Heineho, patří k základům moderní španělské poesie. Jeho novely mají buď venkovskou tematiku (La venta de los gatos, Desde mi celda) nebo jde o převyprávění španělských pověstí (Leyendas).

## Česká vydání
- Legendy – přeložil Jan Červenka. Praha: Alois Hynek, 1882[1]
- Paprsek luny a jiné povídky – přeložil J. Červenka. Praha: František Šimáček, 1894[2]

- Pablesk měsíční – in: 1000 nejkrásnějších novel... č. 32, úvod František Sekanina, přeložil Otokar Jindřich Janota, s. 91–100. Praha: J. R. Vilímek, 1912
- Ztichlá harfa: [výbor veršů] – vybral a přeložil Miloslav Uličný; doslov Hedvika Vydrová; ilustrace Renata Franková; typografie Marie Králová: Praha: Odeon, 1986
- Sloky – přeložil a doslov napsal Miloslav Uličný. Praha: Mladá fronta, 1998
- Hora duchů: tajemné legendy starého Španělska – Praha: Vyšehrad, 1999